# Frank Wössner
Frank Wössner (* 29. März 1941 in Berlin; † 3. März 2020) war ein deutscher Manager.

## Leben
Wössner studierte von 1962 bis 1968 Wirtschaftswissenschaften in Köln, Erlangen-Nürnberg und Freiburg. Nach dem Examen zum Diplom-Kaufmann im Jahr 1969 arbeitete er zunächst im Versicherungswesen, wo er bis zum Vorstandsmitglied der R+V Versicherung in Karlsruhe aufstieg.
1985 wechselte Wössner als Bereichsvorstand für die Buch- und Schallplattengemeinschaften zu Bertelsmann. 1989 wurde er in den Konzernvorstand berufen mit Zuständigkeit für den gesamten Unternehmensbereich Buch in Deutschland, Österreich und der Schweiz. 1994 wurde er Vorstandsvorsitzender von Bertelsmann Buch und verantwortete damit alle Publikumsverlage sowie die Buch- und Musikclubs. Nach dem Rückzug seines Bruders Mark Wössner vom Vorstandsvorsitz im Juli 2000 schied auch Frank bei Bertelsmann aus. Neben seiner Tätigkeit für den Konzern gehörte Wössner von 1986 bis 1988 dem Beirat der Bertelsmann Stiftung an und von 1993 bis 2000 dem Stiftungsrat der Stiftung Deutsche Schlaganfall-Hilfe.
Ab 2003 wirkte Wössner als Vorstandsvorsitzender der Berliner Dussmann-Gruppe. Im September 2005 schied Wössner vorzeitig aus.

## Auszeichnungen
- 1993: „Doctor of the University“ der Open University Großbritannien[4]
- 1997: Goldmedaille für humanitäre Verdienste der World Union for Progressive Judaism[5]
- 1998: Europäischer Medienpreis
- 1998: Großes Goldenes Ehrenzeichen für Verdienste um die Republik Österreich[6]
- 1999: Ehrensenator der TU München[7]
- Bayerischer Verdienstorden
- 2001: Bundesverdienstkreuz 1. Klasse
- 2001: „München leuchtet“-Kulturpreis in Gold